# Anderl Heckmair
Andreas „Anderl“ Heckmair (* 12. Oktober 1906 in München; † 1. Februar 2005 in Oberstdorf) war ein deutscher Bergführer und Alpinist.

## Leben

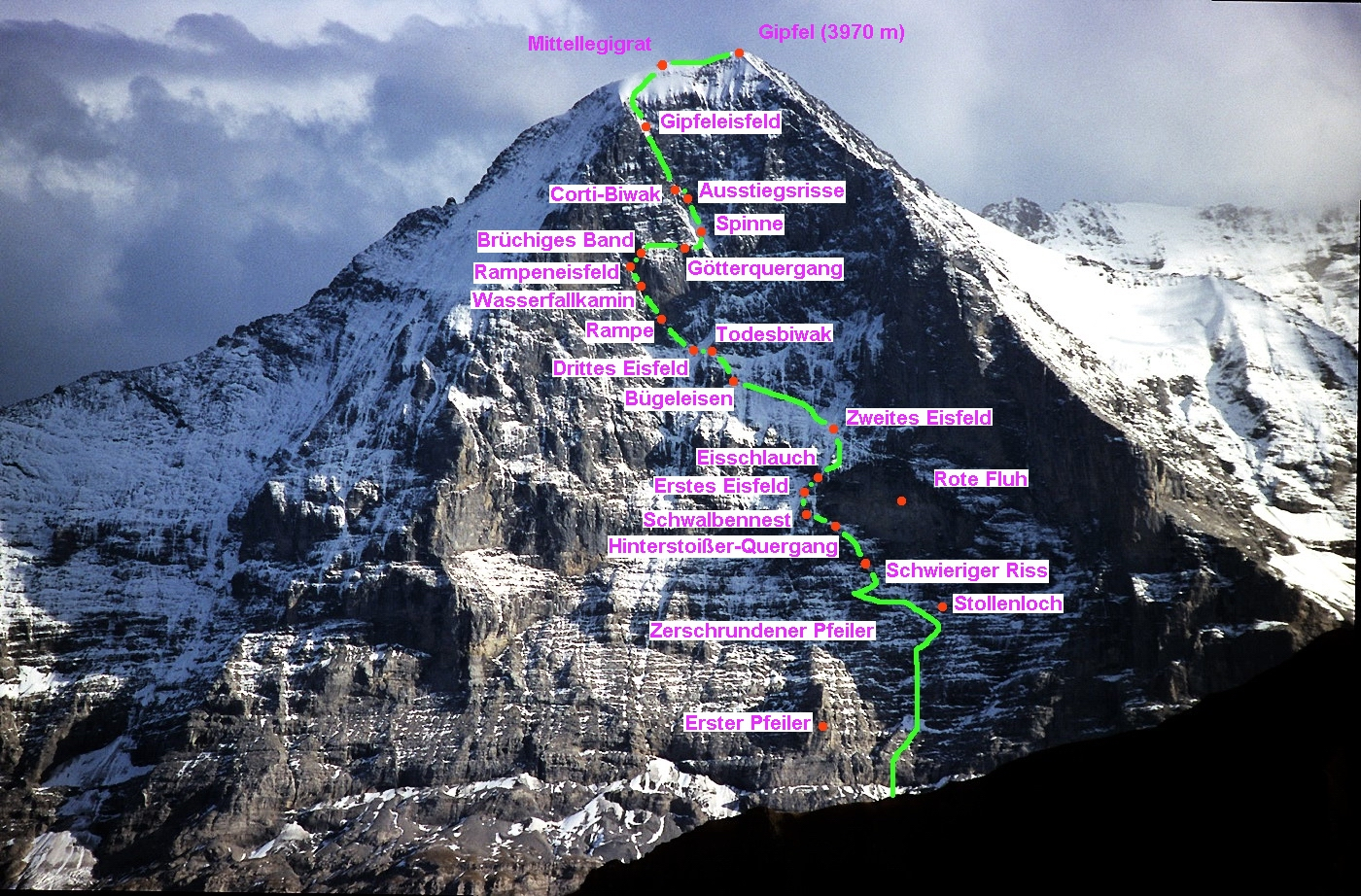
Heckmair-Route in der Eiger-Nordwand

Anderl Heckmair wurde 1906 in München geboren. Er verbrachte einen Teil seiner Kindheit in einem Münchener Waisenhaus. Er war zwölf Jahre alt, als er 1918 zur Erholung in der Schweiz war. Dabei erwachte seine Liebe zu den Bergen.
1920 machte er eine Gärtnerlehre und von 1927 bis 1929 eine Fachschulausbildung zum Gartenbautechniker.
1928 radelte er mit Gustl Kröner bis Barcelona, um dann mit dem Zug in den Hohen Atlas nach Marokko weiterzufahren. Während der Weltwirtschaftskrise ab 1929 hielt er sich mit Gelegenheitsarbeiten über Wasser, so z. B. als Hüttenträger und „wilder“, d. h. nicht autorisierter Bergführer. Auch hielt er kleinere Vorträge über seine Touren. Heckmair und seine Freunde „waren auf Fahrrädern unterwegs, nächtigten kostenlos in Zelten und Heustadeln“. 1931 durchstieg er mit Gustl Kröner die Direkte Nordwand der Grands Charmoz in der Montblanc-Gruppe.
Als Kletterer meisterte er extreme Wände in den Ost- und Westalpen, beispielsweise in den Dolomiten. Weltbekannt wurde er im Juli 1938 durch die Erstdurchsteigung der Eiger-Nordwand mit seinem Freund Ludwig Vörg sowie den beiden Österreichern Heinrich Harrer und Fritz Kasparek. Die von ihnen gefundene Route wurde später nach ihm benannt.
Diese Begehung verschaffte Heckmair und seiner Seilschaft im August 1938 einen Empfang bei Adolf Hitler. Danach wurde er zu seiner ersten ordentlichen Anstellung als „Gemeinschaftsführer und Bergsportführer“ auf die Ordensburg Sonthofen berufen, obwohl er nicht Mitglied der NSDAP war.
Im Zweiten Weltkrieg war Heckmair unter anderem an der Ostfront eingesetzt.
1954 nahm er an einer Karakorum-Expedition teil, dann leitete er eigene Expeditionsreisen, z. B. nach Afrika, in die Anden und den Himalaya.
Heckmair lebte in Oberstdorf, seine Führungen machte er aber alpenweit. Der Verband der Deutschen Berg- und Skiführer (VDBS) wurde 1969 auf seine Initiative gegründet.
Er hielt Vorträge über seine bergsteigerischen Unternehmungen und war auch als Autor tätig. Er schrieb mehrere Bergbücher sowie anlässlich seines 85. Geburtstages seine Autobiographie Anderl Heckmair: So war’s.

„Bei meinen bergsteigerischen Unternehmungen hatte ich allzeit den Grundsatz: Es kommt nicht auf die Leistung, sondern auf das Erlebnis an.“

Er starb mit 98 Jahren in Oberstdorf.

## In Memoriam
- Anderl-Heckmair-Stüberl: Seit 2005 gibt es in Hattingen in der Elfringhauser Schweiz das „Anderl-Heckmair-Stüberl“, in dem Freund und Biograph Uli Auffermann mit Fotos, kleinen Ausstellungen oder Vorträgen an Anderl Heckmair erinnert.
- An gleicher Stelle in Hattingen beginnt seit 2009 auch der „Anderl-Heckmair-Weg“, ein etwa 2,5 km langer, markierter Spazierweg, auf dem zehn Wegtafeln über das Leben und Wirken von Heckmair informieren.
- Auf dem Söllereck in den Allgäuer Alpen hat die Gemeinde Oberstdorf einen kleinen Heckmair-Pfad eingerichtet, der am Gasthaus Schönblick beginnt.
- Im Sommer 2011 hat Walter Hölzler gemeinsam mit Karl-Heinz Hollmann den „Anderl Heckmair Gedächtnisweg“, eine Kletterroute am Widderstein im Schwierigkeitsgrad VIII–,[4] eingerichtet und erstbegangen.
- 1991 erkundete sein Sohn Andreas Heckmair die Heckmair-Route, eine Mountainbike-Strecke von Oberstdorf nach Riva del Garda.